# No pasa nada
"No pasa nada" é uma canção da dupla americana de música pop Ha*Ash. Foi lançado o 8 de março de 2018 como o segundo single de seu quinto álbum de estúdio 30 de febrero (2017).

## Composição e desempenho comercial
"No pasa nada" foi escrito por Ashley Grace, Hanna Nicole e José Ortega, enquanto Hanna e George Noriega produziu a música. A canção é considerada como uma canção de desgosto cantada a partir do empoderamiento feminino, com uma letra forte. Alcanço o primeiro lugar no iTunes México, e alcançando a posição # 2 na rádio mexicana e o número 5 nos paradas mexicanos conseguindo a certificação da ouro e platina no México.
Em outubro de 2018, Ha*Ash se tornou o primeiras cantoras de música espanhola a ter Spotify Singles, publicando dois singles exclusivos para essa plataforma, incluindo uma versão acústica de "No pasa nada".

## Vídeo musical
O 1 de dezembro mesmo dia em que se lançou o álbum 30 de febrero, lançaram o vídeo lyric da canção "No pasa nada", para elas contou com a participação do reconhecido Diego Álvarez na direcção.
O videoclipe de "No pasa nada" foi lançado em 08 de março de 2018.

### Versão En vivo
O videoclipe gravado para o álbum ao vivo En vivo, foi lançado em 6 de  dezembro  de 2019. O vídeo foi filmado em Auditório Nacional em Cidade do México, no dia 11 de novembro de 2018.

## Desempenho nas tabelas musicais
| Tabela musical (2018)             | Maior posição |
| --------------------------------- | ------------- |
| México - (Mexico Espanol Airplay) | 13            |
| México - (Mexico Airplay)         | 4             |
| México - (Monitor Latino)         | 2             |
| México - (Monitor Latino Top 20)  | 2             |

| Tabela musical (2018)                 | Posição |
| ------------------------------------- | ------- |
| México - (Monitor Latino Audiciencia) | 13      |
| México - (Monitor Latino Tocadas)     | 18      |

## Vendas e certificações
| Região                                                                                       | Certificação | Vendas/distribuição |
| -------------------------------------------------------------------------------------------- | ------------ | ------------------- |
| México (AMPROFON)                                                                            | 3× Platina   | 180,000 ^           |
| *vendas baseadas apenas na certificação ‡dados de streaming baseados somente em certificação |              |                     |

## Prêmios
| Ano  | Cerimônia      | Nomeação                | Resultado |
| ---- | -------------- | ----------------------- | --------- |
| 2018 | Premios Quiero | Melhor videoclipe Woman | Indicado  |
| 2018 | Premios Quiero | Melhor videoclipe       | Indicado  |

## Histórico de lançamento
| Região       | Data               | Formato          | Gravadora        | Ref.  |
| ------------ | ------------------ | ---------------- | ---------------- | ----- |
| Mundialmente | 8 de março de 2018 | Digital download | Sony Music Latin | [ 1 ] |